# La Rochebeaucourt-et-Argentine
La Rochebeaucourt-et-Argentine é uma comuna francesa na região administrativa da Nova Aquitânia, no departamento Dordonha. Estende-se por uma área de 17,67 km². Em 2010 a comuna tinha 338 habitantes (densidade: 19,1 hab./km²).